# Уастека
Уастека (на испански: Huasteca) е културна и историко-географска област в Мексико, разположена покрай Мексиканския залив.
Включва части от щатите Тамаулипас, Веракрус, Пуебла, Идалго, Сан Луис Потоси, Керетаро и Гуанахуато.
Като цяло това е районът, в който народът уастеки са в зенита си в Мезоамерика. Днес уастеките обитават само малка част от тази област, заедно с народа нахуа, който сега е най-многобройната етническа група. Въпреки това тези, които живеят в областта, имат общи културни особености, като например стилове в музиката и танците, както и религиозни фестивали като Ксантоло.